# Mesochorus stigmatus
Mesochorus stigmatus är en stekelart som beskrevs av Kusigemati 1985. Mesochorus stigmatus ingår i släktet Mesochorus och familjen brokparasitsteklar. Inga underarter finns listade i Catalogue of Life.